# Regimen sanitatis Salernitanum
Regimen sanitatis Salernitanum —Regla sanitària Salernitana— (conegut com a Flos medicinae o Lilium medicinae; La Flor de la Medicina o El Lliri de la Medicina), títol sencer: Regimen sanitatis cum expositione magistri Arnaldi de Villanova Cathellano noviter impressus, és un poema didàctic medieval escrit en vers d'hexàmetre. Se suposa que és un treball de l'Escola Mèdica Salernitana, de la qual pren altre nom, Flos medicinae scholae salerni.

## Origen
Es creu que el Regimen va ser escrit el segle xii o el segle xiii, tot i que algunes fonts calculen que fou més aviat (1050). Encara que el llibre porta el nom de la famosa Escola mèdica medieval, no és segur que s'originés allà. Segons la tradició, el poema va ser escrit per tutelar la salut de Robert II de Normandia. El veritable autor és desconegut, però se sol atribuir a Joan de Milà.

## Contingut
El poema tracta de la pràctica mèdica domèstica com procediments higiènics diaris i dieta (p. ex. il·lustra els usos terapèutics del vi). El primerenc Regimen va ser organitzat per sis no naturals: segons Galè són, aire, menjar i beguda, dormint i despertant, moviment i descans, excrecions i retencions, i somnis i les passions de l'ànima. El contingut original esmenta a més a més humors, les complexions (temperaments), i algunes malalties. També descriu una flebotomia, amb informació sobre una sagnia.
La versió llatina original fou comentada i editada per Arnau de Vilanova. El Regimen era contemporani al Secretum Secretorum, un manual de salut escrit per pseudo-Aristòtil. Tanmateix, el Regimen va ser més popular perquè els versos rimats eren més fàcils de recordar. Va ser traduït a llengües vernacles: irlandès, bohemi, occità, hebreu, alemany, anglonormand, i italià. Tot seguint a la seva primera impressió, el llibre va ser traduït a gairebé cada llengua europea, va aconseguir una popularitat enorme i es van reproduir gairebé quaranta edicions diferents abans de 1501. Va ser referenciat com a text mèdic erudit i se'n parlà fins al segle xix. Diverses edicions i versions de l'obra va circular pertot arreu d'Europa, moltes amb comentaris afegits o material tret del poema original. Durant aquest interval, el Regimen va ser expandit de l'original de 364 línies a 3.526 versos d'hexàmetre.
La primera traducció anglesa va ser feta per John Harington el 1608 i, uns anys més tard, el 1871, es va fer una traducció més acurada medicament pel doctor americà John Ordronaux.

## Citacions
- Cur moriatur homo, cui salvia crescit in horto? (llatí): Per què ha de morir un home que té sàlvia al seu jardí?
- Si tibi deficiant medici, medici tibi fiant / Haec tria: mens laeta, requies, moderata diaeta (text llatí): Si els metges et fallen, confia en aquests tres metges: / Ment alegre, repòs, i dieta moderada.